# Rongrik
Rongerik (También conocido como Rongdrik, Roñdik) es un atolón deshabitado de 1,68 km² en el océano Pacífico. Está formado por 17 islas rodeando una laguna de 144 km². Forma parte de la cadena Ralik en las Islas Marshall, encontrándose a 200 km al este del atolón Bikini. Estados Unidos recolocó en este atolón a los habitantes del atolón Bikini mientras llevaba a cabo las pruebas nucleares. Después de meses de hambruna y desnutrición fueron trasladados a Kwajalein y finalmente a Kili.
Algunos autores sugieren que Rongerik pudo haber sido descubierto en 1537 por el explorador español Fernando de Grijalva, suponiendo que podría ser la isla que llamó Coroa/s, de la cual no se indicó su ubicación, ni se mencionan distancias ni latitudes.
Aunque se especuló que el atolón tendría que ser de soberanía española, el gobierno español en 2014 dejó clara la situación: desde el Tratado germano-español de 1899 nunca fueron de soberanía española.